# 熊德基
熊德基（1913年—1987年），别名鉴堂，男，江西南昌人，中国历史学家，曾任中国史学会理事。

## 生平
1913年，出生于江西省南昌市。
1921年，入私塾学习。
1925年，考入第一师范附属小学读高小。
1927年，考入南昌第一中学。
1930年，被保送进南昌第一中学师范科。
1934年，师范毕业后曾任教于南昌一市立小学，并兼教务主任。
1935年，辞去教职后赴北平继续求学，考入中国大学文史系。开始较多地接触到马克思主义理论。
1936年，因参加学生抗日救亡运动而被捕，由校方保释出狱后，与邹文轩、刘春等集资创办宣传进步思想的文艺月刊《忘川》、
1937年，经一位江西同乡介绍加入中国共产党。七七事变后撤离北平，几经周折回到江西，与党组织也失去联系。
1938年，在南昌筹办《大众日报》，担任编辑主任，宣传抗日救国，但数月后被迫辞职。夏天，于南昌新四军办事处再次宣誓入党。
1939年，南昌失陷后撤退到昆明，进入西南联大师范学院史地系，插班在三年级，师从陈寅恪、向达、汤用彤等著名史学家。在学期间，于刻苦学习的同时，坚持革命工作，历任联大师范学院支部书记、联大总支书记、昆明环湖十县教职员部门委员会书记等职。
1942年，在向达先生指导下，撰写《南诏之种族与宗教》，作为毕业论文。毕业后，因被列入黑名单，不能在联大留校，改到设于湖南蓝田的国立师范学院任史地系讲师。因当地党组织在皖南事变后遭到破坏，遂与组织失去联系。在讲课之余，开始系统阅读二十四史，至五十年代初读完。
1946年，受聘于厦门大学，担任历史系副教授。
1947年，重新接上组织关系，任厦门大学党支部书记。
1949年，任厦门市临时工委书记。解放前夕，为躲避大搜捕，转移到香港，待解放后乘船偷渡金厦海峡返回厦门。
1950年，任厦门大学副教务长、厦大党组书记，并兼任历史系教授。
1951年，全国院系调整，奉调筹建福建师范学院，仍任副教务长，并兼历史系教授。
1956年，发表《洪昇生平及其作品》，《福建师范学院学报》1956年第1期。
1957年，调任中国科学院历史研究所第二所副所长、研究员。不久，一、二所合并后，仍任副所长，除文革期间靠边之外，一直任职到1982年离休。
1958年，到河北昌黎蹲点，主持编写《昌黎县史》，这一工作到文革后始完成。（河北人民出版社，1985年；后记另收入《中国地方志》，1985年第4期）
1959年，《陈忱与水浒后传》，刊于《文学遗产增刊》第七辑（中华书局，1959年）。
1962年，《太平经的作者和思想及其与黄巾和天师道的关系》，《历史研究》1962年第4期，《新华月报》1962年第10期全文转载。
1964年，《中国农民战争与宗教及其相关诸问题》，《历史论丛》第1辑（中华书局，1964年）。日本小林隆夫教授全译后连载于《史苑》第34卷第1、2期和第35卷第1期。
1970年，被下放到河南息县五七干校，两年中通读了《马克思恩格斯全集》及列宁部分论著。
1972年，开始撰写《魏晋南北朝时期各阶级的分析》的初稿。
1978年，兼任中国社会科学院研究生院历史系主任。
- 《武则天的真面目》，《社会科学战线》，1978年创刊号。

1979年
- 《论武则天》，吉林人民出版社，1979年。
- 《关于武则天问题答客难》，《历史教学》，1979年第1期。
- 《〈天雨花〉的作者为明末奇女子刘淑英考》，《中华文史论丛》，1979年第4辑。

1980年，《魏晋南北朝时期阶级结构研究中的几个问题》，《魏晋隋唐史论集》第1辑（中国社会科学出版社，1980年）。
1981年，应日本太平洋学会等单位的邀请，赴日参加在神户举行的“遣唐使时代的日本与中国学术讲演会”，作题为《唐王朝的形成与特征》的专题报告。
- 《从中国古代史论文答辩谈到有关专业的素养问题》，《江西社会科学》，1981年第2期。

1982年，《唐代民族政策初探》，《历史研究》，1982年第6期。
1984年，被聘为魏晋南北朝史学会顾问。
- 《诗钟》，《学林漫录》第九集（中华书局，1984年）。
- 《曹魏政权的性质及其入魏后的变质与灭亡》（后收入《郑天挺纪念论文集》，中华书局，1990年）。

1985年，《从唐太宗的民族政策试论历史人物的局限性》，《中国史研究》，1985年第3期。
- 《鲜卑汉化与北朝三姓的兴亡》（后收入《六朝史考实》，中华书局，2000年）。

1987年，《对胡如雷同志〈再论唐太宗的民族政策〉一文的答覆》，《中国史研究》，1987年第4期。

十一月二十六日病逝于北京。